# Várong
Várong è un comune dell'Ungheria centro-meridionale di 197 abitanti (dati 2001). È situato nella contea di Tolna.